# Niccolò dalle Carceri
Niccolò III dalle Carceri (c. 1358-1383) fue duque de Naxos desde 1371 hasta 1383. Fue asesinado por Francesco Crispo, que le sucedió.

## Antecedentes familiares
La familia Sanudo habría proporcionado varios dux a la República de Venecia. Se atestigua un Marco Sanudo en la segunda mitad del siglo XI. Habría ejercido diversas funciones para Venecia, entre ellas la de embajador en Constantinopla, de ahí su apodo Costantinopolitani (el "Constantinopolitano"). Su hijo Pietro se casó con Zabarella, hermana del dux Enrico Dandolo. De este matrimonio nacerían tres hijos entre ellos Marco Sanudo, el fundador de la dinastía. Participó en la cuarta cruzada en 1204 y luego fundó el Ducado de Naxos. Construyó una nueva capital alrededor de su fortaleza, el castro en la isla de Naxos. Luchó junto a Venecia y su señor supremo, el emperador latino. Angelo Sanudo, su hijo, pasó la mayor parte de su vida en guerra, principalmente para sus señores, el emperador latino y luego, después de 1248, el príncipe de Acaya. El reinado de su hijo, Marco II Sanudo, se vio interrumpido. El Ducado de Naxos siguió siendo objetivo de los ataques del Imperio bizantino. El reinado de Guillermo I Sanudo estuvo marcado por la llegada de dos nuevas amenazas al Egeo: los catalanes y los turcos selyúcidas. Ante este doble peligro, los pequeños señores de las Cícladas, vasallos del Ducado de Naxos, recurrieron cada vez más a Venecia, más capaces de protegerlos que su soberano. Guillermo buscó el apoyo de los caballeros hospitalarios y el Ducado de Atenas. Nicolás Sanudo, tío abuelo de Nicolás, se casó con una joven de la Casa de Brienne, pero murió sin heredero. El abuelo de Niccolò, Juan Sanudo, lo sucedió. Durante su reinado, Naxos fue devastada por Umur Beg, el emir de Aydın en 1344 y atacado en 1351 por galeras genovesas que se apoderaron de toda su familia del duque Juan, incluida Florencia, la madre de Nicolás.

## Juventud
Niccolò nació alrededor de 1358. Su padre, Juan dalle Carceri, era señor de las dos terceras partes de Eubea; su madre, Florencia Sanudo, era heredera del Ducado de Naxos pero Juan murió antes de 1359, antes de convertirse en duquesa. Por lo tanto, Nicolás heredó los territorios eubeos de su padre a una edad muy temprana, bajo la regencia de su madre.
El nuevo matrimonio de Florencia, que se convirtió en duquesa a fines de 1361, fue un asunto diplomático muy controlado por las repúblicas de Génova y Venecia. Después de varios proyectos abortados, esta última finalmente envió una galera a Naxos para capturar a Florencia y llevarla a Creta donde tuvo que casarse con su primo Nicolás Sanudo Spezzabanda, descendiente de un hermano de Guiglelmo I Sanudo, con quien tuvo dos hijas.

## Duque de Naxos
Como mayor de Florencia Sanudo, Nicolás sucedió a su madre en 1371, pero, todavía era menor de edad y permaneció al principio bajo la influencia de su padrastro, quien murió en 1374.
Niccolò dalle Carceri fue rápidamente considerado incompetente. Esta situación preocupó a Venecia, que también sufría el avance otomano en el Egeo. La república se volvió hacia Francesco Crispo, probablemente de Verona. Era entonces señor de Milo, por lo tanto vasallo del duque de Naxos y su primo por matrimonio, habiéndose casado con una nieta del duque Guiglelmo I Sanudo. También habría practicado la piratería. Fue enviado a Naxos en marzo de 1383.
Allí, se sugirió una cacería. Según la versión oficial, en el camino de regreso, Niccolò, acompañado por los hombres de Crispo, fue emboscado y herido de muerte al caer de su caballo. Los hombres de Crispo dijeron que habían sido atacados por ladrones o rebeldes, no podían estar seguros. Para poder sofocar cualquier posible rebelión, Francesco Crispo debía tomar el poder.
El cuerpo de Niccolò fue llevado de regreso a Chora y enterrado en la Iglesia de san Esteban.

## Matrimonio y descendencia
En 1381 se casó con Petronila, hija del conde de Cefalonia, Leonardo I Tocco, con quien se había comprometido en 1372. La pareja no tuvo hijos. Niccolò también dejó un hijo ilegítimo, Francesco, que solo heredó una anualidad de su padre.